# 高垣彩陽
高垣彩陽（日语：／ Takagaki Ayahi，1985年10月25日—），日本女性聲優、歌手、演員。出身於東京都，身高151cm，血型A型。日本索尼音樂子公司Music Ray'n旗下聲優。
代表作有《帝托拉傳奇》（茉莉）、《機動戰士鋼彈00》（菲特·葛瑞斯）《真實之淚 true tears》（石動乃繪）、《戰姬絕唱SYMPHOGEAR》（雪音克莉絲）、《超元氣3姊妹》（丸井三葉）、《夏色奇蹟》（水越紗季）等。

## 人物介紹
- 2006年，當時是音樂大學學生[3]的高垣彩陽在Music Ray'n的聲優選拔賽獲得合格成績，加入Music Ray'n事務所。加入後約一個月正式出道。
- 2008年3月，自武藏野音樂大學畢業，主修聲樂。
- 首次參加活動是在東京國際動畫展2007的Venus Versus Virus活動。相對已習慣出席活動的搭檔茅原實里，因為表現過於緊張而被司儀（日本放送的吉田尚記）吐槽。
- 非常愛哭，包括『Venus Versus Virus 除魔維納斯』的導演，在作品或事務所─Music Ray'n的見面會中也常常被交情好如茅原實里等共演者們安撫。
- 在出席活動和廣播中也多次出現眼泛淚光的情況，在自己也有演出的作品的慶功宴上哭泣的樣子也常被共演者們目擊、報告。
- 首次擔任（機動戰士GUNDAM 00的電台節目）的主持助手的時候，因為與主持入野自由一起緊張而與對方寒暄。說到自己是「沒有經驗的人」的時候，被嘉賓三木真一郎開玩笑，插嘴問：「出嫁嗎？」。
- 從幼稚園到高中一直上的都是女校。
- 行動的時候習慣帶著有如四次元口袋般的特大號提包，能從裡面拿出各種各樣的東西，連同行也為之驚訝，不過本人不擅長整理內容物，曾有過裝了太多東西而在移動中把包包撐壞的記錄。
- 2019年8月23日發表結婚消息[4]。

## 演出作品
※粗體字表示說明飾演的主要角色。

### 電視動畫
2006年
- 櫻蘭高校男公關部（上賀茂椿、女子大學生、紅緒的朋友）

2007年
- Venus Versus Virus（名橋露琪亞）
- 校園烏托邦 學美向前衝！（スイーツ生徒、上級生 他）
- 機動戰士GUNDAM 00（菲特·葛瑞斯）
- GO！純情水泳社！（小山田麻美、南條可憐奈、女學生）
- 節哀唷♥二之宮同學（二之宮峻護（少年時代）、少年）
- 地獄少女 二籠（北崎）(第18話)
- 初音島II（朝倉音姬）
- 奔向地球（アルテラ）
- Deltora Quest（茉莉）
- Baccano!（希薇・盧米埃）

2008年
- S·A特優生（山本芽、瀧島家女僕C）
- 真實之淚 true tears（石動乃繪）
- 初音島II第二季（朝倉音姬）
- AYAKASHI（夏原）
- 淘氣小親親（堀內麻里）
- 機動戰士GUNDAM 00第二季（菲特·葛瑞斯）
- 網路精靈PIPOPA（雪谷花梨、坂本梓）
- Battle Spirits 少年突破馬神（睡蓮）
- 神奇寶貝鑽石&珍珠（チナツ）
- 魔法學園MA（バルティア）
- Mission-E（女生徒）
- 帝托拉傳奇（茉莉花）
- 意外（合田）
- 魔法人力派遣公司（男學生、女學生）
- 地獄少女三鼎（森山純）
- 今天的五年二班（河合翼）

2009年
- 閃電十一人（財前塔子、可拉拉／倉掛可拉拉）
- 鋼殼都市雷吉歐斯（妮娜·安多克）
- 續 夏目友人帳（翠）
- Phantom 〜Requiem for the Phantom〜（Ein／江漣）
- 魔力充電娘（亞蕾絲特）
- 懺·絕望先生（大浦可奈子）
- 天降之物（五月田根美香子）
- 輕聲密語（村雨純夏）
- CANAAN（奈奈）
- 學生會的一己之見（女學生）

2010年
- 無頭騎士異聞錄 DuRaRaRa!!（狩澤繪理華）
- 花丸幼稚園（柊）
- 聖痕鍊金士（水瀨文奈）
- 變形金剛進化版（テレトラン1、雅希）
- 傳說的勇者的傳說（菲莉絲·艾莉斯）
- 超元氣3姊妹（丸井三葉）
- 玩伴貓耳娘（旁白）
- 世紀末超自然學院（黑木亞美）
- 天降之物Forte（五月田根美香子）

2011年
- 超元氣3姊妹 增量中！（丸井三葉）
- 惡魔奶爸（大森寧寧、邦枝光太、東條英虎（小孩））
- 迷糊軟網社（西岡紫希）
- 閃電十一人GO（青山俊介、倉間典人）
- 魔乳秘劍帖（魔乳胸華）
- 青之驅魔師（小黑）
- 神樣DOLLS（杣木靄子）
- 眾神中的貓神（枕木夕樂樂、藏菊理姬神）
- UN-GO（谷村素子）
- 機動戰士鋼彈AGE（德席爾·加列特（第一世代））
- SKET DANCE（南場京子）

2012年
- 男子高中生的日常（忠邦的妹妹）
- 花牌情緣（真島太一（小學生））
- 戰姬絕唱SYMPHOGEAR（雪音克莉絲）
- 夏色奇蹟（水越紗季）
- 卡片戰鬥!! 先導者 亞洲巡迴賽篇（立凪拓斗）
- Fate/Zero 2nd Season（夏蕾）
- TARI TARI（坂井和奏）
- 刀劍神域（莉茲貝特／篠崎里香）
- 閃電十一人GO 時空之石（青山俊介、倉間典人、小勝、Manto）

2013年
- 八犬傳－東方八犬異聞－（濱路）
- 八犬傳－東方八犬異聞－第二期（濱路）
- 卡片戰鬥!! 先導者 王牌連接篇（立凪拓斗）
- 革神語（言葉）
- 戀曲寫真（內田有子）
- 閃電十一人GO 銀河（水川實／拉拉雅·奧比伊斯）
- 花牌情緣2（山城理音）
- 戰姬絕唱SYMPHOGEAR G（雪音克莉絲）
- 只有神知道的世界 女神篇（五位堂結／瑪爾絲）
- 銀之匙 Silver Spoon（稻田多摩子）
- 靈裝戰士（螢露米內拉）
- 當不成勇者的我，只好認真找工作了。（高垣彩陽）
- 記錄的地平線（荷麗艾塔）
- 魔奇少年 The Kingdom of Magic（繆蘿·阿勒奇烏斯）
- 我要成為世界最強偶像（推土機山本）
- 夜櫻四重奏 -花之歌-（館林水奈）
- 悠悠哉哉少女日和（石川穗乃香）
- 刀劍神域 Extra Edtion（莉茲貝特／篠崎里香）

2014年
- 銀之匙 Silver Spoon 第二季（稻田多摩子）
- Blade & Soul（丹·羅亞納）
- 東京喰種（系璃）
- 刀劍神域II（莉茲貝特／篠崎里香）
- 黑執事 Book of Circus（DOLL）
- GUNDAM G之復國運動（馬妮·安巴薩達）
- 記錄的地平線 第二期（荷麗艾塔）
- 晨曦公主（孫·哈克〈幼少期〉）
- （春宮鶇）

2015年
- 東京喰種√A（霧嶋絢都〈幼年〉）
- JoJo的奇妙冒險 星塵鬥士（瑪拉雅）
- 無頭騎士異聞錄 DuRaRaRa!!×2 承（狩澤繪理華）
- DOG DAYS"（法莉奴）
- 魔术快斗1412（古畑惠）
- 靈感少女（井上勇希）
- 吸血鬼福爾摩斯（琪拉[5]）
- 寶石寵物 魔法變身（拉莉瑪）
- 可塑性記憶（莎拉）
- 潮與虎（杜綱純）
- 戰姬絕唱SYMPHOGEAR GX（雪音克莉絲）
- 無頭騎士異聞錄 DuRaRaRa!!×2 轉（狩澤繪理華）

2016年
- 春太與千夏～春太與千夏共度青春～（山邊真琴）
- NORN9 命運九重奏（久我深琴）
- GATE 奇幻自衛隊 在彼方的土地，如斯的戰鬥 第2期（阿爾蓓吉歐·埃·列娜）
- 無頭騎士異聞錄 DuRaRaRa!!×2 結（狩澤繪理華）
- 戰鬥陀螺 爆烈世代（黑神大南）
- 不愉快的妖怪庵（藤原禪子）
- 時間旅行少女～真理、和花與8名科學家～（黑木五月）
- 星夢筆記（安川南）
- 神裝少女小纏（雨音彌生[6]）

2017年
- 青之驅魔師 京都不淨王篇（小黑）
- 覆面系NOISE（珠久里深櫻[7]）
- 戰姬絕唱SYMPHOGEAR AXZ（雪音克莉絲）
- 戰鬥陀螺 爆烈世代（黑神大南）
- 夢幻慶典R（黑石勇人〈少年時代〉）
- 寶石之國（翡翠）
- 側車搭檔（井關瞳）

2018年
- 七大罪 戒律的復活（德里艾利）
- 三麗鷗男子（莉音）
- OVERLORD III（伊米娜）
- 刀劍神域 Alicization（莉茲貝特／篠崎里香）
- 卡片戰鬥!! 先導者（新系列）（立凪拓斗）

2019年
- 狂賭之淵××（和樂喰淑光[8]）
- Star☆Twinkle 光之美少女（天宮楓）
- 不愉快的妖怪庵 續（藤原禪子）
- 魔法少女特殊戰明日香（阿比）
- 彼方的阿斯特拉（ルーシー・ラム）
- 戰姬絕唱SYMPHOGEAR XV（雪音克莉絲）
- 七大罪 眾神的逆麟（德里艾利）
- 刀劍神域 Alicization War of Underworld（莉茲貝特／篠崎里香）
- 花牌情緣3（山城理音）

2020年
- 索瑪麗與森林之神（普拉涅[9]）
- 交通工具人 移動樂園的跑車君（跑車君）
- 棒球大聯盟2nd （關鳥星蘭）
- 刀劍神域 Alicization War of Underworld -THE LAST SEASON-（莉茲貝特／篠崎里香）
- 寶可夢 旅途（時央）
- 卡片戰鬥!! 先導者外傳 -if-（立凪拓斗）
- 池袋西口公園（松田晴美）
- 小碧藍幻想！（涅莫涅）

2021年
- 七大罪 憤怒的審判（德里艾利）
- 記錄的地平線 圓桌崩壞（荷麗艾塔）
- 偶像榮耀（井川葵）
- 悠悠哉哉少女日和 Nonstop（石川穗乃香）
- Tropical-Rouge！光之美少女（艾爾達）
- MARS RED（中島岬）

2022年
- Healer Girl 歌癒少女（烏丸理彩）
- 蠟筆小新（大隻的小白）
- RPG不動產（ポーラ）
- 今晚有貓伴身邊（咕嚕加[10]）
- 秋葉原冥途戰爭（店長〈八重樫靖子〉[11]）
- 明日方舟 黎明前奏（霜星）
- POP TEAM EPIC（第2期）（莫奇、麻雀師父、香菇〈第11話A段〉）

2023年
- 福星小子（藤波龍之介[12]）
- 群馬寶寶 Season 2（瑪麗亞·娜娜絲）
- 藍色管弦樂（佐伯的母親）
- 明日方舟 冬隱歸路（霜星[13]）

2024年
- 青之驅魔師 島根啟明結社篇（小黑[14]）
- 福星小子 第2期（藤波龍之介）
- 戰國妖狐（山神[15]）
- 戰國妖狐 千魔混沌篇（山神）
- 青之驅魔師 雪之盡頭篇（小黑[16]）
- 七大罪 啟示錄四騎士 第2期（泰提絲）
- 精靈幻想記2（艾莉雅·伽佛努斯[17]）
- 秘密的偶像公主（茜）
- 鴨乃橋論的禁忌推理 2nd Season（妞妞）
- 名偵探柯南（櫻町加奈子／蟹江田惠）

2025年
- 魔神創造傳 （繼音雪）
- 靈異教師神眉（白戶秀一[18]）
- 明日方舟 焰燼曙明（霜星[19]）
- 外星人姆姆（天空橋少年）
- GACHIAKUTA（庫特妮[20]）

### OVA
2015年
- 無頭騎士異聞錄 DuRaRaRa!!×2 承 外傳！？ 第4.5話 我的心是火鍋的形狀 （狩澤繪理華）※劇場先行上映[21]

2016年
- 無頭騎士異聞錄 DuRaRaRa!!×2 結 外傳！？ 第19.5話 DuFuFuFu!!（狩澤繪理華）※劇場先行上映[22]

### 劇場版動畫
2010年
- 劇場版 機動戰士鋼彈00 -A wakening of the Trailblazer-（菲特‧葛瑞斯）

2017年
- 刀劍神域劇場版：序列爭戰（莉茲貝特／篠崎里香）

2018年
- 宇宙戰艦大和號2202 愛的戰士們（藤堂早紀）

2022年
- 蠟筆小新：幽靈忍者珍風傳（屁祖隱珍藏）

2024年
- 永遠的大和號 REBEL3199 第一章 黑之侵略（藤堂早紀[23]）
- 永遠的大和號 REBEL3199 第二章 赤日之出擊（藤堂早紀[24]）

2025年
- 永遠的大和號 REBEL3199 第三章 群青的小行星（藤堂早紀[25]）
- 永遠的大和號 REBEL3199 第四章 水色的少女（藤堂早紀[26]）

### 網路動畫
2008年
- 企鵝美眉（學生）

2013年
- 戀旅～True Tours Nanto～（新藤葵）

2022年
- 今晚有貓伴身邊（咕嚕加[27]）

2023年
- 今晚有貓伴身邊（第2期）（咕嚕加[28]）

2024年
- 今晚有貓伴身邊（第3期）（咕嚕加[29]）

### 遊戲
- 初音島II P.S.（朝倉音姬）
- PSP 皇家新娘～稜鏡物語（日高八雲）
- 戀曲寫真（內田有子）
- NORN9 ノルン+ノネット（久我深琴、ぴよこっく）
- 刀劍神域 無限瞬間（莉茲貝特／篠崎里香）
- 刀剑神域 虚空断章（莉茲貝特／篠崎里香）
- 刀劍神域 Lost Song（莉茲貝特／篠崎里香）
- 刀劍神域 虛空幻界（莉茲貝特／篠崎里香）
- NORN9 命運九重奏（久我深琴）
- Nitro+ Blasterz -Heroines Infinite Duel（艾因）
- NORN9 Last Era（久我深琴）
- 记录恋爱 Gold Beach（內魔悠子）
- 记录恋爱 Blue Ocean（內魔悠子）
- 戰姬絕唱Symphogear XD UNLIMITED（雪音克莉絲）
- 地平線 零之曙光 （埃洛伊）
- 聖火降魔錄 英雄雲集（達古）
- 寶可夢大師（俐卡）

### 電影配音
- 史前一萬年（伊芙樂（Evolet），由卡蜜拉·貝兒飾演）
- 機動戰士GUNDAM 00劇場版A wakening of the Trailblazer（菲特·葛瑞斯）
- 天降之物 計時的悲傷女神（五月田根美香子）
- 天降之物Final 永遠的我的鳥籠（五月田根美香子）

### 海外作品配音
- 丁寶智多星（英语：Tinpo）（哈寶）

### 布袋戲
2018年
- Thunderbolt Fantasy 東離劍遊紀2（蠍瓔珞）

### 廣播劇CD
- （粉絲、店員、學生、顧客）
- （女學生）
- 動畫「初音島II第二季」廣播劇CD（朝倉音姬）
- true tears 廣播劇CD（石動乃繪）
- 神的記事本（SAKURA／小早川櫻）

### 電台廣播劇
- 日本放送節目有樂町動畫小鎮－

### 電台節目
- （大阪放送、文化放送）
- （BEAT☆Net Radio!）
- （AnimateTV，2008年5月2日～2008年10月31日）

### 網路節目
- （Oh!Sama TV）

## 音樂CD
- 以聲優團體發行的作品，詳見sphere項目。

### 個人單曲
| 枚   | 發售日         | 名稱             | 規格品號      | 規格品號 | 規格品號   | 最高位 |
| 枚   | 發售日         | 名稱             | 初回限定盤    | 通常盤   | 期間限定盤 | 最高位 |
| ---- | -------------- | ---------------- | ------------- | -------- | ---------- | ------ |
| 1st  | 2010年7月21日  |                  | SMCL-198/9    | SMCL-200 | －         | 14位   |
| 2nd  | 2010年11月17日 |                  | SMCL-222/3    | SMCL-224 | －         | 20位   |
| 3rd  | 2011年4月6日   |                  | SMCL-235/6    | SMCL-237 | －         | 15位   |
| 4th  | 2012年2月8日   | Meteor Light     | SMCL-257/8    | SMCL-259 | －         | 15位   |
| 5th  | 2012年6月13日  |                  | SMCL-270/1    | SMCL-272 | －         | 19位   |
| 6th  | 2013年8月14日  | Next Destination | SMCL-303/4    | SMCL-305 | SMCL-306   | 12位   |
| 7th  | 2014年5月28日  |                  | SMCL-334/5    | SMCL-336 | －         | 25位   |
| 8th  | 2014年10月8日  |                  | SMCL-353/4    | SMCL-355 | －         | 16位   |
| 9th  | 2015年7月29日  | Rebirth-day      | SMCL-393/4    | SMCL-395 | SMCL-396   | 10位   |
| 10th | 2017年1月18日  | Live & Try       | SMCL-463～464 | SMCL-465 |            | 23位   |
| 11th | 2017年8月2日   | Futurism         | SMCL-495～496 | SMCL-497 | SMCL-498   | 15位   |

### 專輯
| 枚  | 發售日         | 名稱       | 規格品號   | 規格品號 | 最高位 |
| 枚  | 發售日         | 名稱       | 初回限定盤 | 通常盤   | 最高位 |
| --- | -------------- | ---------- | ---------- | -------- | ------ |
| 1st | 2013年4月17日  | relation   | SMCL-291/2 | SMCL-293 | 8位    |
| 2nd | 2015年11月25日 | individual | SMCL-406/7 | SMCL-408 | 25位   |

### 翻唱迷你專輯
| 枚  | 發售日         | 名稱      | 規格品號 | 最高位 |
| --- | -------------- | --------- | -------- | ------ |
| 1st | 2011年11月23日 | melodia   | SMCL-253 | 28位   |
| 2nd | 2013年12月11日 | melodia 2 | SMCL-316 | 30位   |
| 3rd | 2016年11月9日  | melodia 3 | SMCL-448 | 21位   |
| 4th | 2018年9月26日  | melodia 4 | SMCL-560 |        |

### 影像作品
| 枚  | 發售日        | 名稱                                                 | 規格品號 | 規格品號    |
| 枚  | 發售日        | 名稱                                                 | Blu-ray  | DVD         |
| --- | ------------- | ---------------------------------------------------- | -------- | ----------- |
| 1st | 2012年6月13日 | 高垣彩陽 第一次巡迴演唱會「Memoria×Melodia」         | SMXL-3   | SMBL-104    |
| 2nd | 2014年1月29日 | 高垣彩陽 第二次巡迴演唱會2013 〜relation of colors〜 | SMXL-6   | SMBL-109/10 |
| 3rd | 2017年1月18日 | 高垣彩陽 第三次巡迴演唱會2016 “individual”           | SMXL-11  |             |

### 音樂合作
| 樂曲             | 音樂合作一覽                                  | 時期   |
| ---------------- | --------------------------------------------- | ------ |
|                  | 電視動畫『Battle Spirits 少年突破馬神』片尾曲 | 2009年 |
|                  | 電視動畫『世紀末超自然學院』片尾曲            | 2010年 |
|                  | 電視動畫『傳說的勇者的傳說』後期片尾曲        | 2010年 |
|                  | 智慧型手機戲劇『』劇中歌                      | 2011年 |
| Meteor Light     | 電視動畫『戰姬絕唱SYMPHOGEAR』片尾曲          | 2012年 |
|                  | PSP Game『十三支演義 〜偃月三国伝〜』片頭曲   | 2012年 |
|                  | PSP Game『十三支演義 〜偃月三国伝〜』片尾曲   | 2012年 |
| Next Destination | 電視動畫『戰姬絕唱SYMPHOGEAR G』片尾曲        | 2013年 |
|                  | PSP Game『十三支演義 〜偃月三國傳2〜』片頭曲  | 2014年 |
|                  | PSP Game『十三支演義 〜偃月三國傳2〜』片尾曲  | 2014年 |
| Rebirth-day      | 電視動畫『戰姬絕唱SYMPHOGEAR GX』片尾曲       | 2015年 |
| Futurism         | 電視動畫『戰姬絕唱SYMPHOGEAR AXZ』片尾曲      | 2017年 |
| Lasting Song     | 電視動畫『戰姬絕唱SYMPHOGEAR XV』片尾曲       | 2019年 |

## 外部連結
- 高垣彩陽官方網站 （页面存档备份，存于）（日語）
- sphere portal square（スフィアポータルスクエア） （页面存档备份，存于）（日語）
- http://ameblo.jp/takagakiayahi-blog/ （页面存档备份，存于）（日語）
- 高垣彩陽SonyMusic （页面存档备份，存于）（日語）